# Jitòmir
Jitòmir, a vegades transcrit com a Jitómir, (en ucraïnès Житомир, en rus Житомир, en polonès Żytomierz) és una ciutat d'Ucraïna, situada a la meitat occidental del país i capital administrativa de l'óblast de Jitòmir. La seva població, segons estimacions de 2011, és de 271.755 habitants.

## Geografia
La ciutat de Jitòmir està situada a la riba nord del riu Teteriv, que rep les aigües del Húyva i és, alhora, afluent del Dnièper. Està situada a 141 kilòmetres per carretera a l'oest de Kíev, i a 165 per ferrocarril.
La localitat ha estat i segueix sent un important node de comunicacions. Històricament, ha estat pas obligat dels comerciants que viatjaven entre Brest-Litovsk i Kíev. Avui dia, a més, comunica Varsòvia amb Kíev, Minsk, Izmail i altres grans ciutats d'Ucraïna. El seu paper estratègic també fou reconegut pels militars soviètics durant la Guerra Freda, quan acollí, 11 kilòmetres al sud-est del nucli urbà, la base aèria d'Ozerne.

## Història
Jitòmir és una de les poblacions més antigues de la Rus' de Kíev. Segons la llegenda, hauria estat fundada l'any 884 pel príncep Jitomir, cabdell de la tribu eslava dels drevlians.
Hom té constància que l'any 1240, la vila va ser saquejada pels soldats mongols de l'Horda d'Or. Durant l'atac tots els seus habitants van ser assassinats.
El 1320, Jitòmir va ser ocupada pels lituans i s'incorporà al Gran Ducat de Lituània. Dins d'aquest estat, el 1444 va rebre certs privilegis urbans, com moltes altres viles regides pel conegut Dret de Magdeburg. Amb la unió, el 1569, de Polònia i Lituània (Unió de Lublin), els lituans van fer que Jitòmir passés a formar part del territori del Regne de Polònia.
El 1667, després del Tractat d'Andrussovo, que dividí Ucraïna entre l'Imperi Rus i la Confederació de Polònia i Lituània, la ciutat va ser proclamada capital del voivodat de Kíev, càrrec que va mantenir fins al segon repartiment de Polònia, el 1793, quan es va integrar a l'Imperi Rus. Des de llavors, i fins a la caiguda de l'Imperi, el 1918, va ser una de les principals ciutats de la governació de Volínia.
El 1920, Jitòmir va passar a mans dels bolxevics i fou part de la República Socialista Soviètica d'Ucraïna. Entre 1941 i 1944 va ser ocupada per l'exèrcit nazi alemany, i el cap de les SS, Heinrich Himmler, feu de la localitat la capital del districte de Jitòmir i la convertí en un dels seus quarters generals. Durant aquests anys, la major part de la comunitat jueva de la ciutat i la seva rodalia va ser massacrada, i molts ucraïnesos foren deportats a camps de concentració. Amb l'entrada de l'exèrcit soviètic, la ciutat es reincorporà a l'RSS d'Ucraïna, i Stalin continuà l'expulsió de la comunitat polonesa, iniciada entre 1935 i 1939.
Després de la desaparició de la Unió Soviètica, el 1991, Jitòmir va passar a formar part de la nova República d'Ucraïna.

## Població
Cens (*) o estimacions de població:
| 1861    | 1891    | 1926*   | 1939*   | 1941    | 1945    | 1959*   | 1970*   |
| ------- | ------- | ------- | ------- | ------- | ------- | ------- | ------- |
| 40.564  | 69.785  | 76.700  | 95.100  | 40.100  | 53.000  | 105.583 | 160.936 |
| 1979*   | 1989*   | 2001*   | 2007    | 2008    | 2009    | 2010    | 2011    |
| 243.764 | 292.097 | 284.236 | 274.261 | 272.454 | 271.875 | 271.714 | 271.755 |

Malgrat les polítiques de deportació que es van dur a terme entre 1935 i 1945, Jitòmir i la seva província acullen, encara avui dia, la comunitat polonesa més important d'Ucraïna. De fet, la ciutat disposa d'un gran cementiri polonès catòlic, què és el tercer més gran fora de l'actual territori de Polònia, només superat pel Cementiri Lychakivskiy de Lviv i el Cementiri Rossa de Vílnius.

## Economia
Les principals activitats econòmiques de Jitòmir inclouen el processament de la fusta, les indústries alimentàries, l'explotació de pedreres de granit, la metal·lúrgia i la fabricació artesanal d'instruments musicals.

## Persones il·lustres
A Jitòmir van néixer, entre d'altres:
- Ossip Bernstein (1882-1962), Gran Mestre d'escacs
- Aleksander Bilimovic (1876-1963), economista
- Anton Bilimovic (1878-1970), matemàtic i germà del anterior
- Alexander Kipnis (1891-1978), fou un cantant d'òpera (baix).
- Vladímir Korolenko (1853-1921), escriptor populista
- Serguei Koroliov (1907-1966), enginyer aeroespacial
- Borís Liatoxinski (1895-1968), compositor
- Eugene Perelshteyn (n.1980), Gran Mestre d'escacs
- Sviatoslav Richter (1915-1997), pianista
- Ígor Xafarévitx (1923-2017), matemàtic
- David Xterenberg (1881-1948), pintor futurista